# Taraxacum acutisectum
Taraxacum acutisectum — вид квіткових рослин з родини айстрових (Asteraceae). Вид зростає в Європі: Данія, Фінляндія, Німеччина, Польща, Чехія; це багаторічна рослина помірних біомів.